# IC 2285
IC 2285 је двојна звијезда у сазвјежђу Рак која се налази на листи објеката дубоког неба у Индекс каталогу.
Деклинација објекта је + 18° 54' 55" а ректасцензија 8h 19m 2,9s.